# Euphausia spinifera
Euphausia spinifera is een krillsoort uit de familie van de Euphausiidae. De wetenschappelijke naam van de soort werd in 1885 voor het eerst geldig gepubliceerd door Georg Ossian Sars.